# 델로스섬
델로스섬(Δήλος)은 에게해에서 대체로 동그라미 모양으로 모인 키클라데스 제도의 한 가운데에 떨어진 섬으로, 미코노스 섬과 가까우며, 그리스의 신화, 역사, 고고학에서 매우 중요한 곳이다. 섬의 유적 발굴은 지중해 지역 가운데 매우 광범위하게 이루어졌으며, 아테네의 프랑스 학교의 감독하에 아직도 발굴 작업이 진행되고 있다.
델로스 섬은 그리스 신화에서 아폴론과 아르테미스 신의 고향이기 천 년 전부터 신성한 곳이었다.
| 아테나이스파르타밀레토스 (이오니아)포카이아 (이오니아)히오스 섬 (이오니아)사모스 섬 (이오니아)델로스 섬 (이오니아)마라톤 전투테르모필레 전투살라미스 해전마케도니아동부 트라키아서부 트라키아헬레스폰토스 해협 · ·다르다넬스 해협아이고스포타모이 해전class=notpageimage\| 기원전 5세기의 고대 그리스의 위치지도 |

## 신화
장차 아폴론과 아르테미스를 낳게 될 레토는 헤라의 분노를 피해 아이가이온 해(에게해)에 있는 섬을 두루 돌아다니며 은신처를 제공해 달라고 탄원했다. 그러나 모두들 하늘의 여왕 헤라의 미움을 산 레토에게 도움의 손길을 내밀려 하지 않았다. 그러던 중 유일하게 델로스 섬만이 장차 탄생할 신들의 탄생지가 되어주겠다고 하락하였다. 그 당시 델로스 섬은 고정되지 않고 바다에 떠 있는 섬이었으나 레토가 그곳에 도착하자 제우스가 아주 견고한 쇠사슬로 섬을 해저에 붙들어 매어 사랑하는 사람의 안전한 휴식처가 되게 하였다고 한다.

## 참고 문헌
1. ↑  토머스 불핀치, 『그리스 로마 신화』, 혜원(2011), pp.73-74